# Cabanes de volta de Cervera
Cabanes de volta de Cervera són unes construccions al terme municipal de Cervera (Segarra) protegida com a Bé Cultural d'Interès Local.

## Descripció
Són diverses i força nombroses les cabanes de volta que es troben al terme de Cervera, des de la zona més propera a Granyena, on documentaríem els exemples més antics, perfectament integrats al paisatge i als marges de petita pedra calerenca, fins a l'indret de Castellnou o Sant Miquel de Tudela, on els blocs de pedra utilitzats ja són més grans, donat que es tractaria de pedra més sorrenca. Fins i tot, entre Sant Miquel de Tudela i Queràs, trobem un exemple de cabana de volta amb la façana arrebossada.
(Text procedent del POUM)